# Concattedrale di San Giuseppe (Sofia)
La concattedrale di San Giuseppe (in bulgaro: катедрала Св. Йосиф) è la chiesa concattedrale della diocesi di Sofia e Filippopoli; si trova nella città di Sofia, in Bulgaria.

## Storia
La concattedrale è stata costruita sul sito del precedente edificio omonimo, distrutto dai bombardamenti alleati durante la seconda guerra mondiale, ed è stata inaugurata il 21 maggio 2006 alla presenza del cardinale segretario di Stato Angelo Sodano, decano del Collegio dei cardinali della Chiesa cattolica. La prima pietra fu posta personalmente da papa Giovanni Paolo II durante la sua visita in Bulgaria nel 2002.

## Descrizione
La concattedrale di San Giuseppe è la più grande cattedrale cattolica in Sofia: ha 350 posti a sedere e può ospitare fino a 1.000 fedeli. Misura 23 metri di lunghezza, 15 metri di larghezza e 19 metri di altezza del corpo principale dell'edificio, con un'altezza del tetto di 23 metri ed una torre che raggiunge i 33 metri di altezza. Sopra l'altare è posto un crocifisso di 7 metri, al di sotto del quale si trova un'icona di Maria.
Sui due lati del presbiterio sono poste due statue, San Giuseppe, patrono della concattedrale, e San Francesco d'Assisi.
Sul lato destro dell'ingresso è l'icona della Misericordia di Dio con l'iscrizione: "Gesù, confido a te". L'icona è legata alla devozione alla Divina Misericordia promossa da Santa Faustina Kowalska.